# 부부교대
"부부교대"는 1973년에 개봉한 대한민국의 영화이다.

## 캐스팅
- 구봉서
- 최지희
- 서영춘
- 사미자
- 배삼룡
- 양훈
- 박옥초
- 서영수
- 장고웅
- 이철
- 조석근
- 박동룡
- 배일집
- 이숙녀
- 오현진
- 임예심
- 김지영
- 김경란
- 김은옥